# Cowles

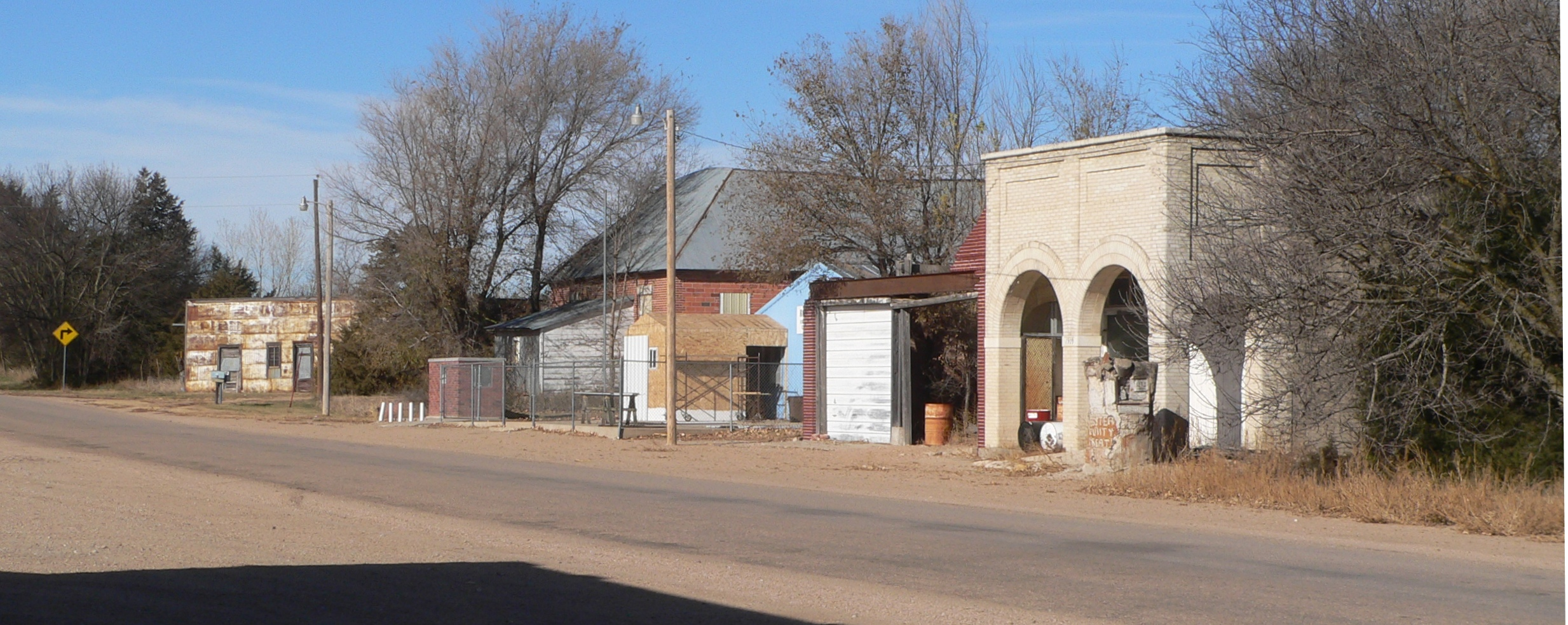
Hoofdstraat van Cowles

Cowles is een plaats (village) in de Amerikaanse staat Nebraska, en valt bestuurlijk gezien onder Webster County.

## Demografie
Bij de volkstelling in 2000 werd het aantal inwoners vastgesteld op 48. In 2006 is het aantal inwoners door het United States Census Bureau geschat op 44, een daling van 4 (-8,3%).

## Geografie
Volgens het United States Census Bureau beslaat de plaats een oppervlakte van 1,5 km², geheel bestaande uit land. Cowles ligt op ongeveer 546 m boven zeeniveau.

## Plaatsen in de nabije omgeving
De onderstaande figuur toont nabijgelegen plaatsen in een straal van 24 km rond Cowles.